# Hudeje
Hudeje este o localitate din comuna Trebnje, Slovenia, cu o populație de 304 locuitori.